# Peyrusse-le-Roc
 Peyrusse-le-Roc  là một xã ở tỉnh Aveyron, thuộc vùng Occitanie ở miền nam nước Pháp.